# Barel
Barel (Hyperoglyphe perciformis) – gatunek morskiej ryby z rodziny pompilowatych.

## Występowanie
Zach. Atlantyk od Nowej Szkocji w Kanadzie na płn. po0 Florydę i płn. - wsch. część Zatoki Meksykańskiej. Młode osobniki czasami są unoszone przez prądy morskie i w ten sposób przedostają się do wybrzeży Wysp Brytyjskich, Portugalii oraz zach. części Morza Śródziemnego.
Dorosłe osobniki żyją na stoku szelfu kontynentalnego w pobliżu dna w podwodnych kanionach. Młode osobniki do 30 cm długości żyją blisko powierzchni i mogą okresowo zbliżać się do wybrzeży ; wiosną i jesienią grupują się one w stadach w pobliżu unoszonych przez wodę przedmiotów lecz nie wiążą się z meduzami.

## Cechy morfologiczne
Osiąga max. 91 cm długości i 12,3 kg masy ciała.

## Odżywianie
Żywi się niewielkimi rybami i skorupiakami oraz mięczakami i kałamarnicami.

## Rozród
Prawdopodobnie trze się wiosną od III do V.